# Daniela Zini
Daniela Zini (née le 30 mai 1959 à Livigno, dans la province de Sondrio, en Lombardie) est une ancienne skieuse alpine italienne des années 1980.

## Palmarès

### Jeux olympiques
| Édition / Épreuve   | Descente | Slalom géant | Slalom |
| ------------------- | -------- | ------------ | ------ |
| JO 1980 Lake Placid | —        | Abandon      | 7e     |
| JO 1984 Sarajevo    | —        | 25e          | 9e     |

### Championnats du monde
| Épreuve / Édition                    | Descente | Slalom géant | Slalom  | Combiné |
| Mondiaux 1978 Garmisch-Partenkirchen | —        | 34e          | 11e     | —       |
| JO 1980 Lake Placid                  | —        | Abandon      | 7e      | —       |
| Mondiaux 1982 Schladming             | —        | 7e           | Bronze  | 8e      |
| Mondiaux 1985 Bormio                 | —        | Disqualifiée | Abandon | —       |

### Coupe du monde
- Meilleur résultat au classement général : 9e en 1980
  - 2 victoires : 2 slaloms

#### Différents classements en coupe du monde
| Saison / Épreuve | Saison / Épreuve | Général | Général | Géant  | Géant  | Slalom | Slalom | Combiné | Combiné |
| ---------------- | ---------------- | ------- | ------- | ------ | ------ | ------ | ------ | ------- | ------- |
| Saison / Épreuve | Saison / Épreuve | Class.  | Points  | Class. | Points | Class. | Points | Class.  | Points  |
| 1979             | 1979             | 14e     | 82      | 19e    | 28     | 9e     | 61     | -       | -       |
| 1980             | 1980             | 9e      | 99      | 10e    | 37     | 4e     | 78     | -       | -       |
| 1981             | 1981             | 11e     | 137     | 11e    | 56     | 3e     | 81     | -       | -       |
| 1982             | 1982             | 14e     | 88      | 25e    | 12     | 6e     | 66     | 14e     | 10      |
| 1983             | 1983             | 27e     | 51      | 25e    | 12     | 9e     | 46     | -       | -       |
| 1984             | 1984             | 24e     | 55      | 32e    | 6      | 11e    | 49     | -       | -       |
| 1985             | 1985             | 29e     | 41      | 44e    | 1      | 13e    | 41     | 32e     | 1       |
| 1986             | 1986             | 55e     | 20      | -      | -      | 19e    | 20     | -       | -       |

#### Détail des victoires
| Saison / Épreuve | Slalom          | Total |
| 1980             | Vysoké Tatry    | 1     |
| 1984             | Limone Piemonte | 1     |
| Total            | 2               | 2     |

### Arlberg-Kandahar
- Meilleur résultat : 13e place dans le géant 1978 à Megève